# The Professor's Ward
The Professor's Ward è un cortometraggio muto del 1911 diretto da Harry Solter e prodotto dalla Lubin.

## Trama
Una giovane donna, rimasta orfana e innamorata del suo tutore, respinge il pretendente che la famiglia le vorrebbe dare come marito.

## Produzione
Il film fu prodotto dalla Lubin Manufacturing Company.

## Distribuzione
Distribuito dalla General Film Company, il film - un cortometraggio in una bobina - uscì nelle sale statunitensi l'8 giugno 1911.